# Louis de Courcillon de Dangeau
Louis de Courcillon de Dangeau (* Januar 1643 in Paris; † 4. Januar 1723 ebenda) war ein französischer Kleriker,  Romanist, Grammatiker und Phonetiker.

## Leben und Werk
Der als Hugenotte durch Jacques Bénigne Bossuet zum Katholizismus bekehrte Abbé Dangeau bekleidete von 1671 bis 1685 das (gekaufte) Amt bei Hofe eines Lecteur du Roi. 1682 wurde er in die Académie française gewählt. Er unterhielt einen Salon für intellektuelle Gespräche.
Als Grammatiker und Phonetiker von Rang hatte Dangeau (in jungen Jahren im Kriegsdienst und später in diplomatischer Mission) seine Analysefähigkeit der französischen Sprache durch Umgang und Vergleich mit zahlreichen Fremdsprachen, namentlich auch osteuropäischen, geschärft und u. a. als erster eine klare Erkenntnis der französischen Nasalvokale gewonnen.
Louis de Courcillon de Dangeau war der jüngere Bruder von Philippe de Courcillon de Dangeau (1638–1720), Autor eines Hoftagebuchs, das Louis de Rouvroy, duc de Saint-Simon inspirierte.

## Werke

### Phonetik und Grammatik
- Essais de grammaire contenus en trois lettres d’un académicien à un autre académicien, Paris 1694
  - Essais de grammaire, qui contiennent I. un discours sur les voyèles, II. un discours sur les consones, III. une lêtre sur l’ortografe, IV. supplément à la lêtre sur l’ortografe. Suite des essais de grammaire, Paris 1711 ; hrsg. von Bernard Jullien, Paris 1849
  - Réflexions sur la grammaire fransoise, Paris 1717
  - Idées nouvèles sur diférantes matières de grammaire, Paris 1722
  - Opuscules sur la langue française par divers académiciens, Paris 1754, Genf 1969, Paris 2011
  - Opuscules sur la grammaire par l’abbé de Dangeau. Réédités d’après les éditions originales avec introduction et commentaire, hrsg. von Manne Ekman, Uppsala 1927, Paris 2011

### Weitere Werke
- Nouvelle métode de géografie historique, Paris 1693
- Tableau des provinces de France, Paris 1694
- Principes du blason, Paris 1709, 1715, 1973
- (mit François-Timoléon de Choisy) Quatre dialogues. I. Sur l’immortalité de l’ame. II. Sur l’existence de Dieu. III. Sur la providence. IV. Sur la religion, Paris 1684, 1768 ; hrsg. von Richard Parish, Fribourg 1981